# Велоспорт на літніх Олімпійських іграх 2024 — кейрін (чоловіки)
Змагання з велоспорту на треку в кейріні серед чоловіків на літніх Олімпійських іграх 2024 відбулися 10 і 11 серпня на Національному велодромі.

## Розклад
Вказано центральноєвропейський час (UTC+2)
| Дата           | Час               | Раунд                         |
| -------------- | ----------------- | ----------------------------- |
| 10 серпня 2024 | 17:19 17:50       | Перший раунд Втішні заїзди    |
| 11 серпня 2024 | 11:29 12:29 13:23 | Чвертьфінали Півфінали Фінали |

## Підсумки

### Перший раунд
| Місце | Велогонщик        | Країна           | Відставання | Нотатки |
| ----- | ----------------- | ---------------- | ----------- | ------- |
| 1     | Метью Ґлетцер     | Австралія (AUS)  |             | ЧФ      |
| 2     | Джефрі Гогланд    | Нідерланди (NED) | +0.011      | ЧФ      |
| 3     | Кайя Ота          | Японія (JPN)     | +0.031      | В       |
| 4     | Джаїр Тьйон Ен Фа | Суринам (SUR)    | +0.263      | В       |
| 5     | Раян Еляль        | Франція (FRA)    | +0.942      | В       |
|       | Азізулхасні Аванг | Малайзія (MAS)   | Диск.       |         |

| Місце | Велогонщик          | Країна                | Відставання | Нотатки |
| ----- | ------------------- | --------------------- | ----------- | ------- |
| 1     | Гаррі Лаврейсен     | Нідерланди (NED)      |             | ЧФ      |
| 2     | Джек Карлін         | Велика Британія (GBR) | +0.361      | ЧФ      |
| 3     | Себастьєн Віж'є     | Франція (FRA)         | +0.535      | В       |
| 4     | Чжоу Юй             | Китай (CHN)           | +0.819      | В       |
| 5     | Андрій Чугай        | Казахстан (KAZ)       | +1.166      | В       |
| 6     | Максіміліан Дернбах | Німеччина (GER)       | +1.191      | В       |

| Місце | Велогонщик      | Країна                | Відставання | Нотатки |
| ----- | --------------- | --------------------- | ----------- | ------- |
| 1     | Метью Річардсон | Австралія (AUS)       |             | ЧФ      |
| 2     | Шінджі Накано   | Японія (JPN)          | +0.119      | ЧФ      |
| 3     | Лю Ці           | Китай (CHN)           | +0.157      | В       |
| 4     | Гаміш Тернбулл  | Велика Британія (GBR) | +0.353      | В       |
| 5     | Джеймс Геджкок  | Канада (CAN)          | +0.400      | В       |
| 6     | Джін Спайс      | ПАР (RSA)             | +1.506      | В       |

| Місце | Велогонщик         | Країна                  | Відставання | Нотатки |
| ----- | ------------------ | ----------------------- | ----------- | ------- |
| 1     | Михайло Яковлєв    | Ізраїль (ISR)           |             | ЧФ      |
| 2     | Кевін Кінтеро      | Колумбія (COL)          | +0.330      | ЧФ      |
| 3     | Квесі Браун        | Тринідад і Тобаго (TTO) | +0.427      | В       |
| 4     | Джай Анґсутхасавіт | Таїланд (THA)           | +0.510      | В       |
| 5     | Нік Ваммес         | Канада (CAN)            | +0.618      | В       |
| 6     | Лука Шпіґель       | Німеччина (GER)         | +0.767      | В       |

| Місце | Велогонщик                  | Країна                  | Відставання | Нотатки |
| ----- | --------------------------- | ----------------------- | ----------- | ------- |
| 1     | Ніколас Пол                 | Тринідад і Тобаго (TTO) |             | ЧФ      |
| 2     | Матеуш Рудик                | Польща (POL)            | +0.023      | ЧФ      |
| 3     | Крістіан Ортега             | Колумбія (COL)          | +0.449      | В       |
| 4     | Сем Дакін                   | Нова Зеландія (NZL)     | +0.519      | В       |
| 5     | Васіліюс Лендел             | Литва (LTU)             | +3.197      | В       |
| 6     | Мухаммад Шах Фірдаус Сахром | Малайзія (MAS)          | REL         | В       |

### Втішні заїзди
| Місце | Велогонщик          | Країна              | Відставання | Нотатки |
| ----- | ------------------- | ------------------- | ----------- | ------- |
| 1     | Кайя Ота            | Японія (JPN)        |             | ЧФ      |
| 2     | Сем Дакін           | Нова Зеландія (NZL) | +0.143      | ЧФ      |
| 3     | Джай Анґсутхасавіт  | Таїланд (THA)       | +0.188      |         |
| 4     | Максіміліан Дернбах | Німеччина (GER)     | +0.194      |         |
| 5     | Джін Спайс          | ПАР (RSA)           | +0.249      |         |

| Місце | Велогонщик      | Країна                | Відставання | Нотатки |
| ----- | --------------- | --------------------- | ----------- | ------- |
| 1     | Гаміш Тернбулл  | Велика Британія (GBR) |             | ЧФ      |
| 2     | Лука Шпіґель    | Німеччина (GER)       | +0.069      | ЧФ      |
| 3     | Себастьєн Віж'є | Франція (FRA)         | +0.120      |         |
| 4     | Васіліюс Лендел | Литва (LTU)           | +0.146      |         |
| 5     | Чжоу Юй         | Китай (CHN)           | REL         |         |

| Місце | Велогонщик                  | Країна         | Відставання | Нотатки |
| ----- | --------------------------- | -------------- | ----------- | ------- |
| 1     | Мухаммад Шах Фірдаус Сахром | Малайзія (MAS) |             | ЧФ      |
| 2     | Нік Ваммес                  | Канада (CAN)   | +0.014      | ЧФ      |
| 3     | Лю Ці                       | Китай (CHN)    | +0.121      |         |
| 4     | Джаїр Тьйон Ен Фа           | Суринам (SUR)  | +0.144      |         |
| 5     | Раян Еляль                  | Франція (FRA)  | REL         |         |

| Місце | Велогонщик      | Країна                  | Відставання | Нотатки |
| ----- | --------------- | ----------------------- | ----------- | ------- |
| 1     | Джеймс Геджкок  | Канада (CAN)            |             | ЧФ      |
| 2     | Крістіан Ортега | Колумбія (COL)          | +0.053      | ЧФ      |
| 3     | Андрій Чугай    | Казахстан (KAZ)         | +0.090      |         |
|       | Квесі Браун     | Тринідад і Тобаго (TTO) | DNF         |         |

### Чвертьфінали
| Місце | Велогонщик                  | Країна                | Відставання | Нотатки |
| ----- | --------------------------- | --------------------- | ----------- | ------- |
| 1     | Джек Карлін                 | Велика Британія (GBR) |             | ЧФ      |
| 2     | Метью Ґлетцер               | Австралія (AUS)       | +0.006      | ЧФ      |
| 3     | Мухаммад Шах Фірдаус Сахром | Малайзія (MAS)        | +0.051      | ЧФ      |
| 4     | Кайя Ота                    | Японія (JPN)          | +0.059      | ЧФ      |
| 5     | Михайло Яковлєв             | Ізраїль (ISR)         | +0.215      |         |
| 5     | Джеймс Геджкок              | Канада (CAN)          | +0.310      |         |

| Місце | Велогонщик      | Країна                  | Відставання | Нотатки |
| ----- | --------------- | ----------------------- | ----------- | ------- |
| 1     | Гаррі Лаврейсен | Нідерланди (NED)        |             | ЧФ      |
| 2     | Гаміш Тернбулл  | Велика Британія (GBR)   | +0.089      | ЧФ      |
| 3     | Крістіан Ортега | Колумбія (COL)          | +0.138      | ЧФ      |
| 4     | Шінджі Накано   | Японія (JPN)            | +0.261      | ЧФ      |
| 5     | Ніколас Пол     | Тринідад і Тобаго (TTO) | +0.582      |         |
| 6     | Нік Ваммес      | Канада (CAN)            | +1.035      |         |

| Місце | Велогонщик      | Країна              | Відставання | Нотатки |
| ----- | --------------- | ------------------- | ----------- | ------- |
| 1     | Метью Річардсон | Австралія (AUS)     |             | ЧФ      |
| 2     | Сем Дакін       | Нова Зеландія (NZL) | +0.346      | ЧФ      |
| 3     | Матеуш Рудик    | Польща (POL)        | +0.444      | ЧФ      |
| 4     | Лука Шпіґель    | Німеччина (GER)     | +0.491      | ЧФ      |
| 5     | Джефрі Гогланд  | Нідерланди (NED)    | +0.514      |         |
| 6     | Кевін Кінтеро   | Колумбія (COL)      | +0.554      |         |

### Півфінали
| Місце | Велогонщик      | Країна                | Відставання | Нотатки |
| ----- | --------------- | --------------------- | ----------- | ------- |
| 1     | Джек Карлін     | Велика Британія (GBR) |             | FA      |
| 2     | Метью Ґлетцер   | Австралія (AUS)       | +0.345      | FA      |
| 3     | Шінджі Накано   | Японія (JPN)          | +0.364      | FA      |
| 4     | Крістіан Ортега | Колумбія (COL)        | +0.470      | FB      |
| 5     | Сем Дакін       | Нова Зеландія (NZL)   | +0.644      | FB      |
| 6     | Матеуш Рудик    | Польща (POL)          | +2.528      | FB      |

| Місце | Велогонщик                  | Країна                | Відставання | Нотатки |
| ----- | --------------------------- | --------------------- | ----------- | ------- |
| 1     | Метью Річардсон             | Австралія (AUS)       | +0.582      | FA      |
| 2     | Гаррі Лаврейсен             | Нідерланди (NED)      | +0.234      | FA      |
| 3     | Мухаммад Шах Фірдаус Сахром | Малайзія (MAS)        | +0.437      | FB      |
|       | Гаміш Тернбулл              | Велика Британія (GBR) | DNF         | FB      |
|       | Лука Шпіґель                | Німеччина (GER)       | DNF         | FB      |
|       | Кайя Ота                    | Японія (JPN)          | Диск.       |         |

### Фінальна частина
| Місце | Велогонщик                  | Країна                | Відставання | Нотатки |
| ----- | --------------------------- | --------------------- | ----------- | ------- |
| 1     | Гаррі Лаврейсен             | Нідерланди (NED)      |             |         |
| 2     | Метью Річардсон             | Австралія (AUS)       | +0.056      |         |
| 3     | Метью Ґлетцер               | Австралія (AUS)       | +0.881      |         |
|       | Джек Карлін                 | Велика Британія (GBR) | DNF         |         |
|       | Шінджі Накано               | Японія (JPN)          | DNF         |         |
| 6     | Мухаммад Шах Фірдаус Сахром | Малайзія (MAS)        | REL         |         |

| Місце | Велогонщик      | Країна                | Відставання | Нотатки |
| ----- | --------------- | --------------------- | ----------- | ------- |
| 7     | Крістіан Ортега | Колумбія (COL)        |             |         |
| 8     | Сем Дакін       | Нова Зеландія (NZL)   | +0.015      |         |
| 9     | Лука Шпіґель    | Німеччина (GER)       | +0.147      |         |
| 10    | Матеуш Рудик    | Польща (POL)          | +0.248      |         |
|       | Гаміш Тернбулл  | Велика Британія (GBR) | DNS         |         |